# Risiocnemis gracilis
Risiocnemis gracilis är en trollsländeart som beskrevs av Hämäläinen 1991. Risiocnemis gracilis ingår i släktet Risiocnemis och familjen flodflicksländor. Inga underarter finns listade i Catalogue of Life.